# Лойзах
Лойзах (Loisach) е 114 км дълга река в Австрия и Бавария, Германия.
Извира близо до Ервалд, община Бибервир в Тирол, Австрия, тече наблизо от Цугшпице и след това в немска територия покрай Гармиш-Партенкирхен и Оберау. Влива се в западната част на Кохелско езеро, пресича го при Кохел ам Зее и се влива северно от Волфратсхаузен в местността Пуплингер Ау в река Изар.